# Оберпулендорф
Оберпулендорф (мађ. Felsőpulya, хрв. Gornja Pulja) град је у Аустрији, смештен у источном делу државе. Значајан је град у покрајини Бургенланду, као седиште истоименог округа Оберпулендорф.

## Природне одлике
Оберпулендорф се налази у источном делу Аустрије, близу државне границе са Мађарском, која се налази 10 km источно од града. Град је удаљен 100 км јужно од главног града Беча.
Град Оберпулендорф се сместио у долини Штубербах. Надморска висина града је око 240 m. 

## Становништво
Данас је Оберпулендорф град са нешто више од 3.000 становника. Последњих деценија број становника града се повећава.
Оберпулендорф је значајан у Аустрији, као важно упориште мађарске мањине. Мађари су све до средине 20. века били већинско становништво, али је постепеном асимилацијом и германизацијом њихов удео смањен. Данас они чине око 22% градског становништва, већински Немци 67%, а присутни су и Хрвати са 6%.

## Галерија
- Градска римокатоличка црква
- Главна трговачка улица
- Најважније градско раскршће

## Партнерски градови
- Бад Нојштат ан дер Зале